# (6000) United Nations
(6000) United Nations est un astéroïde de la ceinture principale.
Il a été découvert le 27 octobre 1987 à l'observatoire Brorfelde par l'astronome danois Poul Jensen. Sa désignation provisoire était 1987 UN. Il est nommé d'après l'Organisation des Nations unies (ONU).